# HMS London (69)
HMS London byl těžký křižník sloužící v Royal Navy v období druhé světové války. Byl jednou ze čtyř jednotek třídy London, která byla druhou skupinou třináctičlenné třídy County.
London byl v letech 1939–1941 rozsáhle modernizován, dostal moderní nástavby, pouze dva komíny, katapult (do roku 1943) s hangáry a boky lodi chránil nový pancéřový pás o síle 114 mm. Změnila se také výzbroj. Zcela zmizela ráže 102 mm, naopak protiletadlová výzbroj byla posílena. Výtlak lodi po modernizaci výrazně vzrostl. Později kulomety nahradily 20mm kanóny. Na konci války loď nesla po dvaceti 40mm a dvaceti 20mm kanónech.
V květnu 1941 se London podílel na pronásledování německé bitevní lodí Bismarck[zdroj?]. Až do konce roku 1942 pak sloužil zejména při ochraně arktických konvojů do Sovětského svazu. Rok 1943 křižník strávil v opravě a od roku 1944 až do konce války operoval na pacifickém válčišti. London válku přečkal a v roce 1950 byl sešrotován.